# Episodi di Kim Possible
Elenco degli episodi della serie televisiva animata Kim Possible, come collocati nel sito Kim Possible Italia.
La prima stagione, composta da 21 episodi, è stata trasmessa negli Stati Uniti da Disney Channel dal 7 giugno 2002 al 16 maggio 2003. La seconda stagione, composta da 30 episodi, è stata trasmessa dal 18 luglio 2003 al 5 agosto 2004. La terza stagione, composta da 14 episodi, è stata trasmessa dal 25 settembre 2004 al 10 giugno 2006. La quarta stagione, composta da 22 episodi, è stata trasmessa dal 10 febbraio al 7 settembre 2007.
Un episodio speciale crossover con Lilo & Stitch intitolato Rufus è stato trasmesso il 26 agosto 2005.
In Italia la prima stagione è stata trasmessa su Disney Channel dal 6 ottobre 2002 al 2003. La seconda stagione è stata trasmessa dal 2004 al 2005. La terza stagione è stata trasmessa dal 2006. La quarta stagione è stata trasmessa dal 2007.
| n°         | Titolo originale               | Titolo italiano                          | Prima TV USA      | Prima TV Italia |
| Stagione 1 | Stagione 1                     | Stagione 1                               | Stagione 1        | Stagione 1      |
| ---------- | ------------------------------ | ---------------------------------------- | ----------------- | --------------- |
| 1          | Tick-Tick-Tick                 | Il nano pidocchio                        | 14 giugno 2002    | 6 ottobre 2002  |
| 2          | Bueno Nacho                    | Giacca di pelle verde                    | 28 giugno 2002    |                 |
| 3          | Monkey Fist Strikes            | Il segreto dell'uomo scimmia             | 13 settembre 2002 |                 |
| 4          | Attack of the Killer Bebes     | Ragazze robot all'attacco                | 2 agosto 2002     |                 |
| 5          | The New Ron                    | Il nuovo Ron                             | 7 giugno 2002     |                 |
| 6          | Mind Games                     | Scambio di menti                         | 19 luglio 2002    |                 |
| 7          | The Twin Factor                | Giochi Mentali                           | 27 dicembre 2002  |                 |
| 8          | Animal Attraction              | L'animalogia                             | 10 gennaio 2003   |                 |
| 9          | All the News                   | Tutte le notizie                         | 1º novembre 2002  |                 |
| 10         | Number One                     | La numero uno                            | 12 luglio 2002    |                 |
| 11         | Crush                          | La cotta                                 | 7 giugno 2002     |                 |
| 12         | Royal Pain                     | Le elezioni                              | 16 agosto 2002    |                 |
| 13         | Sink or Swim                   | Incubo dal passato                       | 7 giugno 2002     |                 |
| 14         | Monkey Ninjas in Space         | Scimmie spaziali                         | 7 marzo 2003      |                 |
| 15         | Low Budget                     | Furfante a buon mercato                  | 16 maggio 2003    |                 |
| 16         | Downhill                       | Settimana bianca                         | 21 giugno 2002    |                 |
| 17         | Coach Possible                 | Allenatori si nasce                      | 23 agosto 2002    |                 |
| 18         | Pain King vs. Cleopatra        | Incontro da non perdere                  | 6 settembre 2002  |                 |
| 19         | Kimination Nation              | Un look alla moda                        | 15 novembre 2002  |                 |
| 20         | Ron the Man                    | Ron è un uomo                            | 25 aprile 2003    |                 |
| 21         | October 31st                   | 31 ottobre                               | 11 ottobre 2002   |                 |
| Stagione 2 |                                |                                          |                   |                 |
| 22         | The Ron Factor                 | Il fattore Ron                           | 8 agosto 2003     |                 |
| 23         | Partners                       | Il progetto di scienze                   | 12 marzo 2004     |                 |
| 24         | Grudge Match                   | Il robot rubato                          | 25 luglio 2003    |                 |
| 25         | Virtu-Ron                      | Tra gioco e realtà                       | 12 settembre 2003 |                 |
| 26         | Two to Tutor                   | Due da istruire                          | 1º agosto 2003    |                 |
| 27         | Naked Genius                   | Un genio nudo                            | 18 luglio 2003    |                 |
| 28         | Motor Ed                       | Motor Ed                                 | 21 maggio 2004    |                 |
| 29         | Fearless Ferret                | Furetto impavido                         | 3 ottobre 2003    |                 |
| 30         | Job Unfair                     | Un precettore per Kim                    | 29 agosto 2003    |                 |
| 31         | The Golden Years               | Gli anni d'oro                           | 5 settembre 2003  |                 |
| 32a        | Rufus in Show                  | La mostra canina                         | 22 agosto 2003    |                 |
| 32b        | Adventures in Rufus-Sitting    | Rufus e il microchip                     | 22 agosto 2003    |                 |
| 33         | Queen Bebe                     | La regina delle Bibi                     | 19 dicembre 2003  |                 |
| 34         | Car Trouble                    | Problemi alla guida                      | 15 agosto 2003    |                 |
| 35         | Go Team Go                     | Forza Team Go                            | 16 gennaio 2004   |                 |
| 36         | Blush                          | L'imbarazzo                              | 20 febbraio 2004  |                 |
| Film 1     | A Sitch in Time                | Viaggio nel tempo                        | 28 novembre 2003  |                 |
| 37a        | Rufus Versus Commodore puddles | Rufus vs. Commodoro Barbolo              | 14 novembre 2003  |                 |
| 37b        | Day of the Snowmen             | Il giorno dei pupazzi di neve            | 14 novembre 2003  |                 |
| 38         | A Very Possible Christmas      | Un natale molto Possible[1]              | 5 dicembre 2003   |                 |
| 39         | Mother's Day                   | La festa della mamma                     | 7 maggio 2004     |                 |
| 40         | Hidden Talent                  | Il talento nascosto                      | 2 gennaio 2004    |                 |
| 41         | Return to Wannaweep            | Ritorno al campeggio                     | 16 gennaio 2004   |                 |
| 42         | Exchange                       | Lo scambio                               | 7 novembre 2003   |                 |
| 43         | Showdown and Croocked D        | In vacanza dallo zio Slim                | 25 marzo 2004     |                 |
| 44         | Triple S                       | Sport estremi                            | 26 luglio 2004    |                 |
| 45         | Ron Millionaire                | Ron milionario                           | 4 giugno 2004     |                 |
| 46         | Oh Boyz                        | Gli oh boyz                              | 2 aprile 2004     |                 |
| 47         | The Full monkey                | Una scimmia per amica                    | 13 febbraio 2004  |                 |
| 48a        | Sick Day                       | Il giorno dei malati                     | 23 aprile 2004    |                 |
| 48b        | The Truth Hurts                | La verità fa male                        | 23 aprile 2004    |                 |
| 49         | Rewriting History              | La riscrittura della storia              | 5 agosto 2004     |                 |
| Stagione 3 |                                |                                          |                   |                 |
| 50         | Steals Wheels                  | La cyber-sedia                           | 25 settembre 2004 |                 |
| 51         | Emotion Sickness               | Cambiamenti di umore                     | 15 ottobre 2004   |                 |
| 52         | Bonding                        | Uniti ci riusciremo                      | 22 ottobre 2004   |                 |
| 53         | Bad Boy                        | Ragazzaccio                              | 14 gennaio 2005   |                 |
| 54         | Dimension Twist                | Dimensione mupposa                       | 1º aprile 2005    |                 |
| 55a        | Overdure                       | Ritardata consegna                       | 15 aprile 2005    |                 |
| 55b        | Roachie                        | Uno scarafaggio per amico                | 15 aprile 2005    |                 |
| 56         | Rappin' Drakken                | Ron il temporeggiatore                   | 25 giugno 2005    |                 |
| 57         | Gorilla Fist                   | Monkey Fist e il gorilla                 | 18 novembre 2005  |                 |
| 58         | Team Impossible                | Team Impossible                          | 26 agosto 2005    |                 |
| 59         | And the Mole Rat Will Be CGI   | Ciack si gira                            | 10 giugno 2006    |                 |
| Film 2     | So the Drama                   | Kim Possible - La sfida finale           | 8 aprile 2005     | 29 aprile 2006  |
| Stagione 4 |                                |                                          |                   |                 |
| 60         | III Suited                     | La tuta da combattimento                 | 10 febbraio 2007  |                 |
| 61         | Car Allarm                     | Una macchina per Kim                     | 17 febbraio 2007  |                 |
| 62a        | Trading Faces                  | Cambio d'identità                        | 10 febbraio 2007  |                 |
| 62b        | The Big Job                    | Cercasi lavoro                           | 10 febbraio 2007  |                 |
| 63         | Mad Dogs and Aliens            | Football e alieni                        | 24 febbraio 2007  |                 |
| 64         | Clothes Minded                 | Vestiti clonati                          | 17 marzo 2007     |                 |
| 65         | Grand Size Me                  | Megaproporzionami                        | 3 marzo 2007      |                 |
| 66         | Cupid Effect                   | Effetto cupido                           | 17 marzo 2007     |                 |
| 67         | Big Brother                    | Grande fardello                          | 31 marzo 2007     |                 |
| 68         | Fashion Victim                 | Vittima della moda                       | 14 aprile 2007    |                 |
| 69         | Odds Man In                    | Il calcolo delle probabilità             | 28 aprile 2007    |                 |
| 70         | Mathter and Fervent            | Matemastolto                             | 5 giugno 2007     |                 |
| 71         | Stop Team Go!                  | L'invertitore di polarità                | 14 maggio 2007    |                 |
| 72a        | Chasing Rufus                  | Inseguendo Rufus                         | 12 agosto 2007    |                 |
| 72b        | Nursery Crimes                 | Crimini infantili                        | 12 agosto 2007    |                 |
| 73         | Cap'n Drakken                  | Capitan Drakken                          | 28 maggio 2007    |                 |
| 74         | The Mentor of our Discontent   | Il telecomando estremo                   | 23 giugno 2007    |                 |
| 75         | Oh No! Yono                    | Yono il distruttore                      | 24 giugno 2007    |                 |
| 76         | Clean Slate                    | La memoria perduta                       | 30 luglio 2007    |                 |
| 77         | Homecaming hupset              | Il re e la reginetta del liceo           | 8 agosto 2007     |                 |
| 78         | Larry's Birthday               | Il compleanno del cugino Larry           | 1º settembre 2007 |                 |
| 79         | Graduation (Part One)          | La cerimonia del diploma (prima parte)   | 7 settembre 2007  |                 |
| 80         | Graduation (Part Two)          | La cerimonia del diploma (seconda parte) | 7 settembre 2007  |                 |

## Prima stagione

### Il nano pidocchio
- Titolo originale: Tick-Tick-Tick
- Regia: Chris Bailey
- Sceneggiatura: Mark McCorkle, Bob Schooley
- Trama: Kim, a causa delle continue assenze avvenute durante la settimana per svolgere delle missioni all'estero, viene punita dal preside Barkin e costretta a frequentare la classe di rieducazione dopo le lezioni. Quando uno scienziato chiede il suo aiuto però, essa viene fatta evadere da Ron grazie ad uno stratagemma e dunque giunge in Amazzonia, dove viene informata del furto di un insetto robotico da parte del ricercatore; seguita una pista di indizi raggiunge il covo del Dottor Drakken e della sua assistente Shego. A seguito dello scontro il laboratorio esplode ed apparentemente il nano pidocchio viene perso, tuttavia esso è rimasto in realtà attaccato al naso di Kim, la quale tornata a casa viene nuovamente punita da Barkin, che nel frattempo ha scoperto il trucco con cui è scappata. Drakken e Shego, furibondi tentano di rimpossessarsi dell'insetto e attaccano il liceo di Middleton, tuttavia la ragazza riuscirà ad avere la meglio sui due e a riportare il nano pidocchio al proprietario.
- Note: Sebbene sia il primo episodio cronologicamente, negli Stati Uniti è stato trasmesso per quarto.

### Giacca di pelle verde
- Titolo originale: Bueno Nacho
- Regia: Chris Bailey
- Sceneggiatura: Julie DuFine, Amanda Rudolph Schwartz
- Trama: Kim, per potersi pagare una nuova giacca alla moda, si fa assumere al Bueno Nacho e costringe Ron a lavorare insieme a lei. Nel momento in cui il ragazzo si dimostra un dipendente migliore dell'eroina tra i due avviene un litigio e Kim viene licenziata dall'amico, ora divenuto assistente manager, poiché assentatasi dal lavoro per fermare il progetto del Dottor Drakken di distruggere lo Stato del Wisconsin. Appena la ragazza viene catturata però, Ron non esita un istante a lasciarsi alle spalle la carriera e correre in suo soccorso dandole l'aiuto necessario a risolvere la situazione.
- Note: Negli Stati Uniti è stato trasmesso come sesto episodio.

### Il nuovo Ron
- Titolo originale: The New Ron
- Regia: Chris Bailey
- Sceneggiatura: Mark Palmer
- Trama: Kim convince Ron a cambiare pettinatura per una più di tendenza, inizialmente il ragazzo è scontento del cambiamento di look, ma si ricrederà dopo aver scoperto di disporre, grazie ad esso, di una maggiore attrattiva sulle ragazze. Durante un viaggio in Francia il ragazzo, divenuto sempre più superficiale ed arrogante, dispensa consigli sulla conquista del mondo a due multimiliardari: i Señor Senior, i quali lo prendono in parola. Nello scontro coi due il ragazzo riesce a ritrovare il vero se stesso e sventare i loro piani; tuttavia i nuovi avversari riescono a fuggire. Kim si scusa dunque con Ron per aver cercato di cambiarlo ed egli la perdona.

### La cotta
- Titolo originale: Crush
- Regia: Chris Bailey
- Sceneggiatura: Mark McCorkle, Bob Schooley
- Trama: Il giorno del ballo del liceo Middleton si avvicina e Kim intende dichiararsi a Josh Mankey e chiedergli di accompagnarla; tuttavia si trova di fronte al grande ostacolo della timidezza. Contemporaneamente l'eroina deve affrontare la minaccia costituita da Dottor Drakken e Shego, intenzionati a conquistare il mondo attraverso un Robot gigante costruito con della tecnologia rubata alle industrie Nakasumi; grazie anche all'aiuto dell'inseparabile Ron, riuscirà in entrambi gli obbiettivi.
- Note: Negli Stati Uniti è stato trasmesso come episodio pilota della serie.

### Incubo dal passato
- Titolo originale: Sink or Swim
- Regia: Chris Bailey
- Sceneggiatura: Julie DuFine, Amanda Rudolph Schwartz
- Trama: La squadra delle Cheerleader di Middleton si dirige fuori città per una competizione regionale; tuttavia durante la strada il preside Barkin fora una gomma e la squadra è dunque costretta a fermarsi presso il Campeggio Voglia di Pianto, sede dei ricordi d'infanzia più spiacevoli di Ron (che accompagna la squadra in qualità di mascotte). Nel campeggio avvengono diversi fatti misteriosi che si scoprono essere legati a Gill, un ex compagno di campeggio di Ron mutato in una sorta di mostro della laguna dalle scorie tossiche del lago e desideroso di vendetta verso il ragazzo, colpevole della sua mutazione in quanto pur di non tuffarsi nelle acque verdi acconsentì a scambiare con lui le ore di nuoto in cambio di quelle di lavori in pelle. Per salvare l'amica e le compagne di squadra dalla furia del mutante, Ron prenderà il coraggio a due mani e risolverà da solo la situazione.
- Note: Negli Stati Uniti è stato trasmesso come secondo episodio.

### Settimana bianca
- Titolo originale: Downhill
- Regia: Chris Bailey
- Sceneggiatura: Brian Swenlin
- Trama: Bonnie chiede ai genitori di Kim di fare da chaperones alla settimana bianca organizzata dalla scuola al solo scopo di mettere in imbarazzo la rivale. Durante la permanenza Ron e il preside Barkin indagano su un misterioso uomo delle nevi su cui il giornale locale ha messo una cospicua ricompensa; i due scoprono che l'essere è semplicemente una creazione della genetista folle DNAmy. Kim riesce a far arrestare la scienziata e scusarsi per l'atteggiamento avuto al fine di limitare il proprio imbarazzo coi genitori, i quali contattano anche la madre di Bonnie come chaperones addizionale.
- Note: Negli Stati Uniti è stato trasmesso come quinto episodio.

### La numero uno
- Titolo originale: Number One
- Regia: Chris Bailey
- Sceneggiatura: Mark Palmer
- Trama: L'organizzazione anti-crimine nota come Giustizia Globale contatta Kim per chiederle di collaborare con il loro migliore agente, Will Du, al fine di rintracciare uno scienziato aerospaziale in pensione rapito. Intanto Bonnie fa una raccolta fondi per guadagnarsi i voti delle compagne di squadra come nuovo capo delle ragazze pon-pon. Nonostante lo spocchioso collaboratore e la competizione con Bonnie, Kim riuscirà a scoprire il colpevole del rapimento: Duff Killigan, un giocatore di golf bandito da tutti i campi del mondo per la sua violenza ed ora in cerca di vendetta tramite la conversione di tutto il globo in un enorme campo da gioco grazie alla formula del super-fertilizzante carpita alla sua vittima. Kim e Ron riescono a sventare i piani del criminale e, sebbene Bonnie riesca a raggiungere il suo obbiettivo e divenire la nuova leader della squadra, decide poi di declinare di fronte alla prospettiva di tutto il lavoro che ne sarebbe derivato.

### Scambio di menti
- Titolo originale: Mind Games
- Regia: Chris Bailey
- Sceneggiatura: Marsha F. Griffin
- Trama: Durante un conflitto col Dottor Drakken; Kim e Ron si trovano accidentalmente ad interagire con un suo macchinario ed a scambiarsi i corpi. In attesa di ritrovare lo scienziato ed il suo macchinario i due ragazzi dovranno vivere l'uno nei panni dell'altro; inizialmente attratti dall'opportunità (Ron potrà essere finalmente popolare e Kim potrà vivere senza troppe responsabilità) scoprono infine che la vita dell'altro non è piacevole come si prefiguravano: Ron, nel corpo di Kim, deve far fronte a migliaia di richieste ogni minuto e Kim, nel corpo di Ron, scopre di tutti i bulli di cui esso è costretto a subire le angherie. Nonostante tutto i due riusciranno a risolver i vicendevoli problemi ed a recuperare il loro corpo originale dopo aver fermato il piano di Drakken.

### Ragazze robot all'attacco
- Titolo originale: Attack of the Killer Bebes
- Regia: Chris Bailey
- Sceneggiatura: Madellaine Paxson
- Trama: Ron decide di unirsi alla squadra delle cheerleader come mascotte, con grande dissenso da parte di Kim e delle sue compagne di squadra. Il mancato appoggio da parte dell'amica provoca la rabbia del ragazzo. Nel frattempo il Professor Ramesh e il Professor Chen vengono rapiti da un terzetto di misteriose ragazze robotiche. Ron, scopre il collegamento tra i due scienziati, cioè che erano compagni di università. Seguendo la pista scopre il prossimo a rischio di rapimento: il padre di Kim, ma ancora infuriato con l'amica, decide di non dirle nulla, agire da solo, travestirsi e farsi rapire al posto del dottore. Il piano ha successo e Ron viene catturato e si trova dunque, al pari dei precedenti sequestrati, prigioniero del Dottor Drakken. Lo scienziato pazzo rivela di essere Drew Lipsky, altro compagno di università ed un tempo amico dei tre che, a seguito della derisione degli amici per l'idea di presentarsi al ballo con tre ragazze robot giurò vendetta. I piani dello scienziato vengono tuttavia ostacolati da Kim e suo padre, che distruggono le tre ragazze meccaniche. Compreso d'essersi comportata come suo padre e i suoi colleghi avevano fatto con Drakken, Kim si sente in colpa e decide di scusarsi con Ron ed appoggiare il suo desiderio; incredibilmente la mascotte ideata da Ron riscuoterà un grande successo tra il pubblico.
- Note: Sebbene trasmesso in seguito, questo episodio è antecedente a Incubo dal passato, dove Ron è già mascotte delle cheerleader di Middleton.

### Le elezioni
- Titolo originale: Royal Pain
- Regia: Chris Bailey
- Sceneggiatura: Madellaine Paxson
- Trama: Kim viene incaricata della protezione del principe Wallace III di Rodigan, in pericolo di vita a causa dei Cavalieri di Rodingan, un ordine simile ai templari che ha giurato vendetta nei confronti della famiglia reale a causa del despota che anni addietro sedette al trono. La ragazza riuscirà ad impedire il realizzarsi del complotto per assassinare il giovane ed a insegnargli tramite le elezioni scolastiche del liceo di Middleton, l'importanza della democrazia, che deciderà di applicare al suo regno.

### Allenatori si nasce
- Titolo originale: Coach Possible
- Regia: Chris Bailey
- Sceneggiatura: Laura McCreary
- Trama: Quando il Dottor Possible si rompe una gamba, tocca a Kim subentrargli come allenatore della squadra di calcio dei fratellini; tuttavia lo spirito ipercompetitivo della ragazza la porta a pretendere troppo dai bambini, col risultato di guadagnarsi l'odio dell'intera squadra. Nel frattempo, Señor Senior Jr. mette in atto il suo primo piano malvagio autonomo, che si rivela essere nient'altro che rubare una serie di pupazzi animatronici da museo e installarli nella sua discoteca privata. Sventate le intenzioni del multimiliardario Kim viene sollevata dal suo incarico dall'esasperata squadra di bambini.

### Incontro da non perdere
- Titolo originale: Pain King vs. Cleopatra
- Regia: Chris Bailey
- Sceneggiatura: Patricia Carr, Lara Olsen
- Trama: Kim fa amicizia con una ragazza di nome Monique e Ron diviene geloso nel momento in cui essa gli dà buca per andare ad un'esposizione di moda con la nuova amica. Amareggiato il ragazzo si reca comunque al luogo dove avrebbero dovuto andare insieme: l'incontro di wrestling tra Re Dolore e Alluce d'acciaio, qui è costretto ad affrontar la minaccia di Jackie Oakes, il presidente dell'associazione di wrestling, tramutatosi in un mostro-sciacallo grazie ad un talismano egizio per vendicarsi dei suoi atleti che si rifiutano di farlo salire sul ring a causa del suo nanismo. Quando la situazione diviene disperata Kim arriva in soccorso dell'amico, sconfiggendo l'avversario e, nel contempo, facendo capire a Ron che il fatto di frequentare altra gente non pregiudica la loro amicizia.

### Il segreto dell'uomo scimmia
- Titolo originale: Monkey Fist Strikes
- Regia: Chris Bailey
- Sceneggiatura: Gary Sperling
- Trama: Kim e Ron aiutano il noto avventuriero Lord Monty Fiske a recuperare le Quattro Scimmie di Giada, statuette dotate, secondo la leggenda, di poteri magici. Raggiunto l'obbiettivo le statuette vengono rubate da un ninja, tuttavia la verità si rivela essere un'altra: il vero ladro è Fiske, il quale è in realtà ossessionato dalle scimmie al punto da essersi fatto trapiantare mani e piedi da primate, lo scopo dell'uomo è impossessarsi delle statue al fine di richiamare l'energia nota come Mistico Potere della Scimmia, con cui ottenere una potenza incredibile. Ron si trova a dover affrontare l'avversario da solo a causa di varie vicissitudini che portano Kim a prendere un impegno a casa del cugino Larry poiché ignara del pericolo costituito da Fiske. Per sopravvivere all'uomo-scimmia Ron si espone alla sorgente di energia e diviene a sua volta detentore di tale potere, grazie al quale riesce a sconfiggere il nemico.

### Dolcetto o Scherzetto
- Titolo originale: October 31st
- Regia: Chris Bailey
- Sceneggiatura: Mark Palmer
- Trama: A seguito di uno scontro con Shego, Duff Killigan e il Dottor Drakken Kim si trova attaccato addosso uno strano braccialetto che essi intendevano rubare, scoprirà in seguito che tale bracciale è un'armatura progettata per attivarsi con lo stress, e come risultato ricopre il suo corpo piano piano per ogni bugia che dice. Sfortunatamente la ragazza è costretta a mentire per disdire un impegno con Ron durante la notte di Halloween, ed in seguito ai suoi genitori per coprire la bugia precedente. Scopo delle sue menzogne è andare ad una festa a casa di Monique per incontrare Josh Mankey. Quando i tre antagonisti l'attaccano e tentano di rubare l'armatura che ormai la ricopre totalmente però, Kim confessa la verità e va incontro al peso delle sue bugie.

### Tutte le notizie
- Titolo originale: All the News
- Regia: Chris Bailey
- Sceneggiatura: Laura McCreary
- Trama: Ron trova un lavoro come reporter nel giornalino scolastico e decide di intervistare Kim per iniziare la sua carriera col piede giusto; tuttavia al fine di dare spessore al suo articolo si inventa una notizia di gossip relativa all'amica facendola irritare non poco. I guai arrivano nel momento in cui il ragazzo smaschera l'eroina televisiva Adrena Lynn, rivelando che tutti gli stunt da lei eseguiti erano fasulli. In tal modo provoca l'ira della donna che tenta di ucciderlo sulle giostre di un luna park abbandonato, fortunatamente per lui Kim riesce a salvarlo e ad arrestare Adrena Lynn. Ron dunque si scusa per quanto precedentemente fatto e decide di lasciare il giornale scolastico per non provocare altri guai.

### Un look alla moda
- Titolo originale: Kimination Nation
- Regia: Chris Bailey
- Sceneggiatura: Kayte Kuch, Sheryl Scarborough
- Trama: Durante una mostra di moda una stilista rimane colpita dallo stile di Kim e ne crea una nuova collezione che diviene in breve la moda del momento. Nel frattempo Drakken ha un conflitto verbale con Shego in quanto essa rifiuta di farsi clonare per il nuovo piano dello scienziato, il diverbio tra i due porta Shego ad andarsene e Drakken per ripicca, ispirato al nuovo stile-Kim, decide di clonare la nemica di sempre per farne il suo nuovo esercito, ma finisce per sbaglio per clonare Bonnie, Rufus e Ron. La giovane eroina riesce però a distruggere tutti i cloni, costringendo lo scienziato a tornare sui suoi passi e porgere le sue scuse a Shego.

### Giochi Mentali
- Titolo originale: The Twin Factor
- Regia: Chris Bailey
- Sceneggiatura: Mark Palmer
- Trama: Kim è costretta a fare da babysitter ai suoi fratellini ed a portarli con sé in missione alla ricerca di un macchinario per il controllo mentale rubato da Drakken; il dottore se ne serve per soggiogare la volontà di Shego completamente al suo comando ed in seguito fa lo stesso con Kim; a sorpresa sono dunque Ron e i gemelli a risolvere la situazione.

### L'animalogia
- Titolo originale: Animal Attraction
- Regia: Chris Bailey
- Sceneggiatura: Robin Riordan, Gary Sperling
- Trama: Kim cade vittima della nuova mania del liceo di Middleton: l'animalogia; una sorta di pseudoscienza che tramite vari test a crocette dovrebbe predire la compatibilità romantica tra le personalità di due persone. Nel frattempo i Señor Senior decidono di distruggere l'isola privata dove ha sede il club dei miliardari per vendicarsi della loro recente espulsione; dovuta alle loro azioni criminali. Nel risolvere la situazione Kim scopre accidentalmente che, secondo l'animalogia Señor Senior Jr. È la sua anima gemella.

### Scimmie spaziali
- Titolo originale: Monkey Ninjas in Space
- Regia: Chris Bailey
- Sceneggiatura: Megeen McLaughlin
- Trama: Lord Monkey Fist, basandosi su una profezia decide di rapire la scimmia più intelligente della terra, la quale dovrebbe in teoria portarlo fino alle stelle. Tale premonizione sembra essere vera quando la scimmia più intelligente si rivela essere una cavia del centro spaziale di Middleton destinata ad essere spedita in orbita. Kim e Ron riusciranno tuttavia a impedire il progetto dell'uomo/scimmia.

### Ron è un uomo
- Titolo originale: Ron the Man
- Regia: Chris Bailey
- Sceneggiatura: Mark McCorkle, Bob Schooley
- Trama: Ron scopre per caso che il suo Bar mitzvah non è mai stato ufficializzato e perciò di fatto egli non è mai diventato un uomo; frustrato da tutto ciò si trova a ragionare su cosa significhi essere un vero uomo. Nel frattempo lui e Kim si trovano nel mezzo di una faida tra il Dottor Drakken e il Professor Dementor per il possesso di un marchingegno apocalittico. Per ostacolare i due Ron indossa un anello capace di ingigantire i muscoli di chi lo indossa, preso in prestito dalle industrie Hanch, e si convince che basti quello per dimostrarsi adulto. Al momento di fermare i piani dei due scienziati pazzi tuttavia, egli si troverà sprovvisto dell'anello e riuscirà a fare la differenza grazie al proprio coraggio, dando così la prova di essere un vero uomo.

### Furfante a buon mercato
- Titolo originale: Low Budget
- Regia: Chris Bailey
- Sceneggiatura: Patricia Carr, Lara Olsen
- Trama: Kim e Ron si trovano a dover affrontare un nuovo avversario: Lucro Parsimonia, il quale minaccia di distruggere internet se non gli verrà pagato un riscatto di 1 dollaro a testa per ogni uomo del pianeta. Nonostante la richiesta sembri ridicola il criminale si rivela essere determinato, inafferrabile e astuto a sufficienza da mettere in difficoltà i protagonisti. Ma soprattutto dimostra di poter mettere in crisi il mondo intero tramite macchinari a basso prezzo: difatti attraverso un codice a barre modificato su una confezione di salsicciotti viennesi intende attuare il suddetto piano. Grazie all'improvvisazione dei protagonisti gli obbiettivi del criminale vengono però sventati.

## Seconda stagione

### Un genio nudo
- Titolo originale: Naked Genius
- Regia: Steve Loter
- Sceneggiatura: Matt Negrete
- Trama: Ron, a seguito di una battaglia col Dottor Drakken viene accidentalmente colpito da un macchinario predisposto all'incremento delle onde cerebrali; tornato a casa il ragazzo dimostra un'intelligenza da primato e diviene il centro del panorama scientifico mondiale, tuttavia dietro a tutto ciò c'è un trucco: non è stato Ron ad essere diventato un genio, ma Rufus, il quale si trovava tra lui ed il macchinario, e sempre la talpa senza pelo è il vero autore delle invenzioni del giovane. Nel momento in cui Drakken e Shego rapiscono il ragazzo per costringerlo a costruire un'arma apocalittica tuttavia, Kim ed il geniale roditore si recano immediatamente in suo soccorso sventando nuovamente i piani degli antagonisti.

### Il robot rubato
- Titolo originale: Grudge Match
- Regia: David Block
- Sceneggiatura: Gary Sperling
- Trama: Ron si innamora a prima vista di una ragazza di nome Zita Flores che lavora alla biglietteria del cinema e fa di tutto per attirare la sua attenzione, fallendo. Nel frattempo Kim indaga sul furto di un robot dal laboratorio del Dr. Fen, i principali sospettati sono la svampita assistente di laboratorio Vivian e il suo ragazzo Oliver; tuttavia indagando essa scopre la verità: Il dottor Fen è in realtà un totale inetto per ciò che riguarda la costruzione di androidi ed in realtà ha inventato la storia per far sì che Kim sottraesse per lui un robot costruito da Vivian, che non è affatto stupida come si fa passare ma solo convinta che nessuno scienziato la prenderebbe sul serio col fisico da modella che possiede e perciò ha costruito Oliver, un robot che le fa da facciata. L'esperienza convince Ron ad esternare i propri sentimenti a Zita in modo chiaro, scoprendosi da essa ricambiato.

### Due da istruire
- Titolo originale: Two to Tutor
- Regia: David Block
- Sceneggiatura: Kurt Weldon
- Trama: Il giorno dell'iscrizione ai corsi doposcuola Kim e Ron arrivano in ritardo e si trovano costretti a iscriversi all'unico corso libero: economia domestica, tenuta dal preside Barkin in quanto perfino l'insegnante era andato in pensione a causa della scarsa partecipazione al suo corso. Quando Ron si rivela un cuoco provetto tuttavia, l'incarico di insegnante viene assegnato a lui, con la conseguente invia di Kim, che non riesce nemmeno a far funzionare un frullatore. Nel frattempo il signor Señor Senior Sr. assume Shego come "insegnante di malvagità" per il pigro figlio; sebbene inizialmente i due non riescano a cooperare procedendo con le lezioni tra essi si instaura una grande stima reciproca e diventano un'ottima squadra; i due decidono di rubare una ricetta di biscotti estremamente sorvegliata e desiderata da tutti i produttori di dolci del mondo, tuttavia vengono ostacolati da Kim e Ron. Nell'epilogo tutti gli studenti del liceo Middleton si iscrivono al corso di Ron.

### Il fattore Ron
- Titolo originale: The Ron Factor
- Regia: Steve Loter
- Sceneggiatura: Gary Sperling
- Trama: La Giustizia Globale contatta Kim e Ron al fine di compiere uno studio scientifico, il quale si rivela essere a sorpresa relativo al ragazzo: secondo gli scienziati della GG infatti, sarebbero la goffaggine di Ron e le variabili da esso apportate ad una missione a costituire il segreto del successo di Kim, la Dottoressa Director ha battezzato il fenomeno Fattore Ron. Gli studi condotti dall'agenzia danno immediatamente luogo ad una guerra di spionaggio internazionale tra la GG e il MIM (Malvagio Impero Mondiale) diretto dal gemello malvagio del Dr. Director, Gemini, che rapisce Ron al fine di estorcere da lui le informazioni sul fattore studiato dalla sorella. Kim e la Director riescono a salvare il ragazzo ed arrestare Gemini, infine la GG decide di calare il sipario sulla ricerca del Fattore Ron classificandolo come infondato.

### Problemi alla guida
- Titolo originale: Car Trouble
- Regia: Steve Loter
- Sceneggiatura: Bill Motz, Bob Roth
- Trama: Il Dottor Drakken rapisce uno scienziato esperto di intelligenze artificiali al fine di dotare di una mente il suo esercito di androidi; nel frattempo Kim diviene ansiosa per il test di guida nel momento in cui Bonnie si dimostra essere un'autista migliore di lei. La ragazza riuscirà sia ad opporsi ai piani di Drakken che a superare l'esame.

### La mostra canina/Rufus e il microchip
- Titolo originale: Rufus in Show, Adventures In Rufus-Sitting
- Regia: David Block
- Sceneggiatura: Eddie Guzelian
- Trama:

La mostra canina: Nel tentativo di incastrare un ladro internazionale appassionato di cani, Falsetto Jones, Kim e Ron introducono Rufus nell'annuale esposizione canina organizzata in casa dell'uomo.
Rufus e il microchip: Ron parte per una vacanza a Parigi con la sua famiglia ed è costretto a lasciare Rufus all'amica Kim. Sfortunatamente il roditore ingoia un microchip che spinge Shego, Duff Killigan e Lord Monkey Fist a dagli la caccia.
- Note: È il primo doppio episodio della serie.

### Un precettore per Kim
- Titolo originale: Job Unfair
- Regia: David Block
- Sceneggiatura: Nicole Dubuc
- Trama: Drakken e Shego rubano una macchina meteo per assorbire l'acqua di tutti i laghi del Canada ed in seguito provocare una tempesta e convincere i governanti a cedergli lo Stato. Nel frattempo ad ogni alunno del liceo di Middleton viene assegnato un precettore per orientarli su una possibile professione futura; tuttavia il precettore assegnato a Kim e Ron, all'apparenza un bidello ossessionato dal suo lavoro si rivela essere una spia canadese mandata a reclutarli per ostacolare il piano di Drakken.

### Gli anni d'oro
- Titolo originale: The Golden Years
- Regia: David Block
- Sceneggiatura: Earl Kress
- Trama: Kim e Ron viaggiano fino in Florida per una vacanza assieme alla famiglia di lei; qui la ragazza ha diversi problemi di comunicazione con l'iperprotettiva nonna Nana e casualmente scopre un piano ordito da Drakken per controllare le menti dei teenager tramite gli MP3; sfortunatamente per lui sbaglia la sintonizzazione della frequenza e si connette con gli apparecchi acustici degli anziani e si trova così a capo di un esercito di vecchietti. In questo modo egli riesce a mettere Kim contro sua nonna, facendo in modo che la ragazza scopra del passato avventuroso dell'anziana e degli allenamenti militari da lei svolti in gioventù, Kim riesce comunque a liberare le menti dei vecchietti dall'influenza di Drakken, e dunque nonna e nipote affrontano e sconfiggono assieme il nemico.

### Tra gioco e realtà
- Titolo originale: Virtu-Ron
- Regia: Steve Loter
- Sceneggiatura: Mark Palmer
- Trama: Ron nel tentativo di far colpo su Zita si spaccia per un campione di Everlot (MMORPG di cui la ragazza è appassionata) attraverso i consigli di Wade. Sfortunatamente in questo modo attira la rabbia di Malcolm Needious, giocatore ossessionato noto come Il signore degli spettri, che imprigiona Ron e Zita nel videogame attraverso un dispositivo di realtà virtuale. Kim e Wade corrono dunque in suo soccorso.

### Furetto impavido
- Titolo originale: The Fearless Ferret
- Regia: Steve Loter
- Sceneggiatura: Brian Swenlin
- Trama: Kim e Ron svolgono un lavoro di volontariato all'ospedale per assistere gli anziani di Middleton; durante questo lavoro Ron fa la conoscenza del burbero eremita Timothy North, ed ispezionando la sua casa scopre un passaggio segreto e l'identità di supereroe dell'uomo: il Furetto Impavido. Elettrizzato Ron convince l'anziano signore a fargli assumere il manto di combattente al crimine ed essere il suo mentore durante tale attività. L'attività del ragazzo riporta però in azione anche il folle Striscia Bianca, supercriminale nemico del Furetto. Kim tuttavia, preoccupata per Ron decide di indagare e scopre che sia North che Striscia Bianca erano solamente due attori in un serial TV cancellato alla seconda stagione, entrambi immersi troppo nei loro ruoli non sono mai riusciti ad uscirne. I due ragazzi tenteranno dunque di riportare il duo di attori alla ragione.

### Lo scambio
- Titolo originale: Excange
- Regia: Steve Loter
- Sceneggiatura: Thomas Hart
- Trama: Ron viene mandato alla scuola Yamanouchi, in Giappone per una settimana di scambio culturale. Qui scopre che in realtà l'istituto è una scuola ninja segreta custode dell'arma mistica nota come Lama Lotus, il ragazzo conosce il saggio Maestro Sensei e la bella Yori, con la quale lega molto. Ron si sente tuttavia fuori posto tra gli abili ninja e quando Lord Monkey Fist, con l'aiuto del ninja disertore Fukushima, trafuga la lama mistica inizialmente il ragazzo vorrebbe solo scappare. Tuttavia l'appoggio e la fiducia datagli da Yori, innamoratasi di lui, lo portano a combattere il criminale e sventare il suo piano completamente solo. Al ritorno in patria prometterà di non rivelare a nessuno quanto scoperto in proposito della scuola ninja.

### Rufus vs. Commodoro Barbolo/Il giorno dei pupazzi di neve
- Titolo originale: Rufus Versus Commodore puddles, Day of the Snowmen
- Regia: David Block
- Sceneggiatura: Joseph Molinari
- Trama:

Rufus contro Commodoro Barbolo: Drakken e Shego ingigantiscono erroneamente il Commodoro Barbolo, il barboncino dello scienziato, ed al cavallo di esso attaccano l'Area 51. Kim e Ron si trovano ad affrontare la creatura, quando la situazione diviene drammatica tuttavia è Rufus a risolvere la situazione ingigantendosi a sua volta.
Day of the Snowmen: Alla vigilia di Natale Kim e Ron sono alle prese con un'invasione di pupazzi di neve tossici, i quali si scoprono essere derivati da una tempesta provocata da una meteorologa disonesta tramite le acque del lago Voglia di Pianto. I due ragazzi riescono a risolvere la situazione facendoli sciogliere.
- Note: È il secondo doppio episodio della serie.

### Viaggio nel tempo
- Titolo originale: A Sitch in Time: Present, Past & Future
- Regia: Steve Loter
- Sceneggiatura: Bill Motz, Bob Roth
- Trama:

- Note: I tre episodi sono stati assemblati per farne un lungometraggio.

### Un natale molto Possible
- Titolo originale: A Very Possible Christmas
- Regia: David Block
- Sceneggiatura: Mark Palmer
- Trama: Alla vigilia di Natale Ron scopre che il suo programma preferito, il pupazzo di neve Hank, è stato cancellato. Kim cerca di tirarlo su dandogli in anticipo il suo regalo di natale: una raccolta di foto di loro due che il ragazzo apprezza molto. Essendo sprovvisto di un regalo altrettanto bello Ron decide, ricevuta una comunicazione da Wade su un imminente piano di Drakken per la conquista del mondo, di occuparsene da solo per permettere all'amica di passare le festività in famiglia senza turbamenti. Nel frattempo Shego va in vacanza e lascia Drakken da solo ad occuparsi del suo piano; che con l'introduzione di Ron fallisce provocando lo schianto del velivolo su cui viaggiavano al Polo Nord. Essi cercano di sopravvivere alla temperatura e agli orsi polari in vari modi, scoprendo tra l'altro la passione comune per lo show del pupazzo di neve Hank, Drakken tenta di chiamare Shego al telefono per farsi salvare ma essa inizialmente ignora la chiamata, in seguito scopre il regalo di natale fattole dallo scienziato (le ferie pagate alle Hawaii) e sentendosi in colpa, si reca in suo soccorso. Nel frattempo anche Kim e l'intera famiglia Possible si mettono sulle tracce di Ron, in tal modo finiscono per trovarsi tutti (Kim, Ron, Shego, Drakken e i Possible) al Polo a festeggiare insieme il Natale.

### La regina delle Bibi
- Titolo originale: Queen Bebe
- Regia: David Block
- Sceneggiatura: Greg Weisman
- Trama: Kim è impegnata nell'organizzazione della festa della scuola, cosa che le provoca notevole stress a causa delle continue critiche di Bonnie. La situazione peggiora quando le Bibi riappaiono, eleggono Bonnie loro regina, la rapiscono e la imprigionano su un macchinario che ne immette la personalità nei corpi prodotti in serie delle androidi. Fortunatamente Kim, grazie ad un paio di scarpe per la supervelocità, riesce a distruggere nuovamente le ragazze robot.

### Il talento nascosto
- Titolo originale: Hidden Talent
- Regia: David Block
- Sceneggiatura: Michael A. Newton
- Trama: Ron iscrive Kim al talent show scolastico per dare a Bonnie una lezione di umiltà, dato che si pavoneggia ripetutamente dei successi artistici ottenuti dalla sua famiglia nella suddetta competizione. Nel frattempo Wade assegna a Kim una serie di missioni piuttosto ambigue, la ragazza incuriosita dallo strano comportamento dell'amico indaga e scopre che in realtà le ultime missioni assegnatele provenivano da Drakken e Shego, dato che lo scienziato ha sviluppato una proiezione olografica di Wade al fine di ingannarla. Riuscita a sconfiggere gli antagonisti Kim darà prova del suo talento canoro allo spettacolo scolastico, che tuttavia verrà vinto da Ron, iscrittosi all'ultimo momento per temporeggiare in attesa dell'arrivo di Kim.

### Ritorno al campeggio
- Titolo originale: Return to Wannaweep
- Regia: David Block
- Sceneggiatura: Matt Negrete
- Trama: La squadra delle Cheerleader di Middleton si dirige fuori città per una competizione regionale tenutasi presso il Campeggio Devo Sorridere, che altri non è che il riaperto Campeggio Voglia di Pianto. Ron (che accompagna la squadra in qualità di mascotte) si rivela immediatamente sospettoso nei confronti del luogo, e soprattutto di Gil Moss, apparentemente curato dalla sua mutazione e rinsavito dalla sua follia vendicativa. I sospetti del ragazzo si rivelano fondati nel momento in cui Gil si ritrasforma volontariamente in Gill ed attacca i campeggiatori; ancora una volta Ron dovrà prendere in mano la situazione e salvare la giornata.

### Forza Team Go
- Titolo originale: Go Team Go
- Regia: David Block
- Sceneggiatura: Nicole Dubuc
- Trama: Kim e Ron si recano a Go City per turismo ed assistono allo scontro tra il supercriminale Aviarius ed il supereroe Hego, durante il quale il malvivente tenta di rubare i poteri dell'eroe attraverso un macchinario speciale, tuttavia Kim si frappone erroneamente tra loro e finisce per assorbire il potere della super-forza di Hego al posto di Aviarius, che riesce a fuggire. Hego racconta allora ai due ragazzi la storia del Team Go: Ai tempi dell'infanzia egli e i suoi fratelli furono esposti alle radiazioni di una cometa arcobaleno schiantatasi sulla loro casetta sull'albero; i cinque bambini svilupparono ognuno un diverso superpotere nonché colore della pelle e decisero di diventare supereroi per proteggere Go City dai criminali. Tuttavia a seguito dell'abbandono della sorella di mezzo i quattro fratelli rimasti non riuscirono a tenere assieme il gruppo, che dunque si sciolse. Ad anni da quel giorno la nemesi della squadra (Aviarius) ha iniziato a cercarli uno ad uno ed a sottrarre loro i poteri; egli ha già colpito Hego, Mego e i gemelli Wego dunque Kim e Ron sono costretti, per aiutare i quattro supereroi a chiedere aiuto al membro disertore: Shego. La donna, avversa ai fratelli, decide di collaborare di malavoglia sotto la minaccia di Kim di spifferare il suo passato da supereroina. Collaborando il gruppo riesce a sconfiggere Aviarius, ma a quel punto Shego prende tutti i poteri per sé e tenta di eliminare i fratelli e il Team Possible, fallendo miseramente e riuscendo poi a scappare con l'aiuto di Drakken. Sia Kim che lo scienziato però notano il modo in cui Shego sembrasse quasi essersi lasciata sconfiggere e ipotizzano l'abbia fatto, a prescindere dalle sue affermazioni, per amore fraterno.

### Una scimmia per amica
- Titolo originale: The Full Monkey
- Regia: David Block
- Sceneggiatura: Thomas Hart, Zach Stones
- Trama: Kim contrae una maledizione a seguito dell'esposizione ad un manufatto antico ed incomincia a trasformarsi in una scimmia; quando la ragazza viene rapita da Lord Monkey Fist, interessato ad avere lo stesso anatema, una delle sue scimmie ninja indossa per errore un vestito di Kim e Ron la scambia per l'amica pensando si sia trasformata completamente, di conseguenza il ragazzo tenta di superare la paura delle scimmie e passa l'intera giornata con il primate in attesa che Wade trovi una cura. Nel momento in cui Kim fugge dalle grinfie di Monkey Fist Ron capisce l'errore e l'aiuta a rompere la maledizione grazie alla cura trovata da Wade.

### L'imbarazzo
- Titolo originale: Blush
- Regia: David Block
- Sceneggiatura: Laura McCreary
- Trama: Drakken espone Kim al polline di un fiore raro che le causa una progressiva sparizione ogni volta che prova dell'imbarazzo. A complicare il tutto è il fatto che lei sia invitata ad un appuntamento da Josh Mankey; Drakken e Shego tenteranno allora di cogliere l'occasione per metterla in imbarazzo e farla volatilizzare. Fortunatamente per lei Wade e Ron riescono a procurarsi un altro campione del fiore per annullare l'effetto della tossina.

### Gli oh boyz
- Titolo originale: Oh Boyz
- Regia: Steve Loter
- Sceneggiatura: Kayte Kuch, Sheryl Scarborough
- Trama: Al fine di far diventare il figlio una popstar, Señor Senior Sr. rapisce un gruppo di cantanti decaduti di cui Ron è un grande fan: gli Oh Boyz, al fine di ricattare la società discografica, tuttavia nessuno sembra interessato a pagare il riscatto e perciò tocca a Ron, erroneamente rapito con loro, salvarli e convincerli a cooperare come una vera squadra, riportandoli così al successo.
- Note: Negli Stati Uniti è stato trasmesso come ventiquattresimo episodio.

### Il progetto di scienze
- Titolo originale: Partners
- Regia: David Block
- Sceneggiatura: Gary Sperling
- Trama: Il giorno della formazione delle coppie per il progetto di scienze Kim viene assegnata a Justin, una ragazza geniale che fa tutto il lavoro e non le permette di intervenire poiché la considera un'idiota, mentre Ron viene messo in coppia con Monique. Le due coppie fanno fatica ad ingranare, tuttavia si trovano costrette a collaborare per affrontare un Drago di Komodo mutante creato in collaborazione da Drakken e DNAmy, riuscendo infine a sconfiggerlo.
- Note: Negli Stati Uniti è stato trasmesso come ventitreesimo episodio.

### In vacanza dallo zio Slim
- Titolo originale: Showdown at the Crooked D
- Regia: Steve Loter
- Sceneggiatura: Mark Palmer
- Trama: Kim, suoi fratellini, suo padre e Ron vanno in vacanza in Montana al ranch di suo zio Slim Possible. Qui la ragazza deve fare i conti con sua cugina Joss, che la idolatra fino al punto da desiderare d'essere tale e quale a lei. La famiglia Possible al gran completo dovrà dunque sventare l'ennesimo piano di conquista di Drakken, che ha riunito tutte le menti più brillanti del mondo in Montana al fine di eliminare la concorrenza. Dopo aver scongiurato il pericolo Kim convince Joss a vivere la sua vita senza modellarla su quella altrui, la ragazza trova infatti un nuovo eroe in Ron: non c'è niente di speciale ad affrontare il pericolo senza avere paura, ma se lo si affronta pur avendo paura di tutto diventa una cosa davvero eroica.
- Note: Negli Stati Uniti è stato trasmesso come primo episodio della terza stagione.

### Il giorno dei malati/La verità fa male
- Titolo originale: Sick Day, The Truth Hurts
- Regia: David Block
- Sceneggiatura: Thomas Hart, Matt Negrete
- Trama:

Il giorno dei malati: Kim prende il raffreddore dai suoi fratellini e durante una battaglia lo attacca a Shego, la quale lo attacca a Drakken, che per proseguire il suo piano è costretto a chiedere aiuto a Duff Killigan, il quale però contrae da lui il raffreddore; nel frattempo anche Ron si ammala. Nonostante le condizioni di salute tutti loro continuano ad affrontarsi per il possesso di una macchina che ironicamente, si rivela essere, nel finale, una cura per il raffreddore.
La verità fa male: Kim e Ron, durante il salvataggio di una scienziata di successo, vengono colpiti per errore da un raggio della verità dal Drakken. Sebbene Ron si trovi a suo agio con la neo-acquisita sincerità assoluta, Kim affronta diversi problemi derivati dal non poter mentire; la situazione peggiora quando a cena a casa sua si presentano i tre nuovi capi di suo padre, tuttavia tutto finisce per il meglio nel momento in cui la scienziata da lei soccorsa si rivela essere il superiore dei tre uomini.
- Note: È il terzo doppio episodio della serie.

### La festa della mamma
- Titolo originale: Mother's Day
- Regia: Steve Loter
- Sceneggiatura: Thomas Hart
- Trama: Il giorno della festa della mamma, Kim concorda con sua madre di passare l'intera giornata assieme; il che vuol dire portare la donna in missione con lei dato che Ron per fare un regalo a sua madre ha deciso di pulire il garage, compito che gli richiederà tutta la giornata. Nel frattempo anche Drakken riceve la visita di sua madre, a cui tiene nascosta la sua vocazione di scienziato pazzo fingendo di essere uno psicoterapeuta radiofonico. La donna lo costringe a portarlo con sé durante tutto lo sviluppo del suo piano di dominio globale, facendo sì che lui e Shego si sforzino per tentare di mascherare il vero scopo delle loro azioni. Nonostante le varie presenze materne lo scontro tra le due fazioni procede come sempre.

### Motor Ed
- Titolo originale: Motor Ed
- Regia: David Block
- Sceneggiatura: Laura McCreary
- Trama: Kim e Ron fanno amicizia con un ragazzo paralitico di nome Felix; la condizione del ragazzo causa diversi problemi a Kim, non capendo il modo in cui comportarsi con lui, mentre Ron agisce con naturalezza ed instaura subito una solida amicizia. Alla fine la ragazza, ispirata da Ron, si comporterà naturalmente e porterà il ragazzo in missione con lei contro il genio meccanico pazzo Motor Ed, riuscendo a sconfiggerlo.

### Ron milionario
- Titolo originale: Ron Millionaire
- Regia: Nicholas Filippi
- Sceneggiatura: Bill Motz, Bob Roth
- Trama: Dopo aver creato i naco, unione tra taco e nachos divenuta il prodotto più venduto del Bueno Nachos, Ron diviene un milionario grazie ai diritti d'autore sul prodotto. Immediatamente si monta la testa ed inizia a spendere senza ritegno, pretendendo addirittura di essere chiamato "Il Ron", il comportamento del giovane irrita molto l'amica Kim. che tuttavia viene da lui spudoratamente ignorata. I soldi del ragazzo vengono tuttavia rubati completamente da Drakken e Shego, ma lo scienziato non si dimostra un economista migliore di Ron, spendendoli fino all'ultimo per finanziare un esperimento fallimentare per la conquista del mondo. Ron, imparata la lezione si scuserà con Kim venendo perdonato.

### Sport estremi
- Titolo originale: Triple S
- Regia: Steve Loter
- Sceneggiatura: Nicole Dubuc
- Trama: I Señor Senior vengono privati del loro patrimonio da un maestro della truffa ed aprono una rivendita di magliette viaggiando su un camper con una comitiva di esperti di sport estremi. Quando incominciano una serie di furti ai danni del truffare dei Senior e l'unico indizio è un agile ladro con tre "S" tatuate alla base del collo, Kim e Ron sospettano si tratti di Jr., tuttavia nel momento in cui egli si rivelerà un totale imbranato negli sport estremi il sospetto ricadrà sull'anziano ma ancora in forma padre, che in passato fu un esperto di sport estremi noto come "SSS". Kim riesce ad impedire l'ultimo furto del criminale, che tuttavia, grazie ad uno stratagemma del figlio ritornerà in possesso della sua fortuna.

### La riscrittura della storia
- Titolo originale: Rewriting History
- Regia: David Block
- Sceneggiatura: Michael A. Newton
- Trama: Durante una visita al museo di storia di Middleton Kim e Ron scoprono la storia della pecora nera dei Possible: Mim, che venne accusata del furto di un macchinario durante una fiera della scienza e, nonostante gli sforzi dell'amico Jon (antenato di Ron), la sua innocenza non fu mai dimostrata. I due ragazzi, attraverso le documentazioni fotografiche di Wayne (antenato di Wade), decidono dunque di ripulire il nome della donna e, indagando, scoprono che i veri colpevoli del furto altri non furono che Bart Lipsky (antenato di Drakken) e Missis Go (antenata di Shego).  Anche se alla fine dell'episodio si scopre che era tutto un sogno di Kim e Ron.

## Terza stagione

### La cyber-sedia
- Titolo originale: Steal Wheels
- Regia: Steve Loter
- Sceneggiatura: Brian Swenlin
- Trama: Drakken riceve una visita da sua madre, la quale gli lasci in custodia il cugino Motor Ed, nel tentativo di riformare il suo carattere. La donna è difatti ignara delle attività criminali del figlio. I due criminali assieme progettano di rubare la sedia a rotelle cyber-elettronica di Felix, da cui Motor Ed è stato sconfitto, nonostante il disappunto di Shego. Nel frattempo Kim diventa gelosa dell'amicizia instauratasi tra Ron e Felix, al punto da tentare di aggregarsi a loro nei passatempi più assurdi; quando si trovano tutti e tre in missione per sventare i piani dei Lipsky tuttavia, essa riesce a chiarirsi con l'amico ed a sventare i piani dello scienziato e di suo cugino.
- Note: Negli stati uniti è stato trasmesso come secondo episodio.

### Cambiamenti di umore
- Titolo originale: Emotion Sickness
- Regia: Steve Loter
- Sceneggiatura: Brian Swenlin
- Trama: Durante un furto nel laboratorio di Cyrus Bortel Il Team Possible si scontra con Drakken e i suoi uomini, come risultato della battaglia un chip per il controllo emozionale resta attaccato addosso a Shego e a Kim; a causa di un errore di Ron, che prende il comando del dispositivo al posto del Kimmunicator, i due chip vengono attivati causando il passaggio in contemporanea delle ragazze per una serie di emozioni programmate (Rabbia, gioia, disperazione e amore) cosa che causa diversi problemi a Ron e Drakken, vittime dei sentimenti delle due che si ritrovano pazzamente innamorate dei compagni. A seguito di svariate gag e fraintendimenti (dopo che Drakken aveva sovraccaricato il congegno di controllo lasciando le due ragazze in uno stato di eccesso di rabbia prendendo così Ron e Drakken di mira) il chip di Kim va in tilt e la ragazza torna alla normalità.
- Note: negli Stati Uniti è stato trasmesso come terzo episodio.

### Uniti ci riusciremo
- Titolo originale: Bonding
- Regia: Steve Loter
- Sceneggiatura: John Behnke, Rob Humphrey
- Trama: A seguito di un fallimentare tentativo di fermare un piano di conquista ordito dal Profesor Dementor, Kim e Ron vengono irradiati da una sostanza che crea un legame fisico permanente con la prima persona che toccano; i due rimangono quindi legati al preside Barkin (Ron) e a Bonnie (Kim). In attesa che Wade trovi il modo di sciogliere il legame le due accoppiate devono vivere assieme: Ron si trova dunque a giocare a football, gestire la scuola, fare sedute di palestra e addestrare le ragazze scout assieme a Barkin, mentre Kim viaggia fino alla dimora di Dementor affiancata da Bonnie, sebbene non cambi il rapporto di rivalità e tensione tra le due tale situazioni le avvicina molto permettendo loro di comprendersi meglio. Alla fine dell'episodio il legame viene sciolto e Dementor sconfitto.
- Note: Negli Stati Uniti è stato trasmesso come quarto episodio.

### Ragazzaccio
- Titolo originale: Bad Boy
- Regia: Steve Loter
- Sceneggiatura: Nicole Dubuc
- Trama: Kim e Ron (che ha scoperto che alle ragazze piacciono i cattivi ragazzi e che ha paura di dover fronteggiare il suo perfido cuginetto ad un matrimonio di un parente) si introducono ad una fiera per supercriminali nel tentativo di impedire a Drakken di impossessarsi di un macchinario per aumentare la propria malvagità; durante l'operazione tuttavia qualcosa va storto e il lato cattivo dello scienziato pazzo passa a Ron, che diventa Zorpox il conquistatore (dal personaggio del suo costume) e prende il posto di Drakken al comando di Shego e dell'organizzazione dell'uomo; mentre Drakken, rimasto unicamente con la propria parte buona, diviene il nuovo assistente di Kim. Zorpo si rivela un avversario troppo problematico anche per la ragazza, difatti riesca ad ingannarla ed a costruire due congegni apocalittici con cui tenta di impossessarsi del mondo; per impedirlo Drakken riscambia le loro personalità, riportando la situazione allo stato precedente.

### Dimensione mupposa
- Titolo originale: Dimension Twist
- Regia: Steve Loter
- Sceneggiatura: Tracy Berna
- Trama: A causa di un malfunzionamento della sua ultima invenzione (l'induttore di vortice pan-dimensionale, che già una volta aveva tentato di rubare nell'episodio "Ron È Un Uomo") unito alla tv satellitare appena installata; Drakken, Kim, Ron e Shego rimangono imprigionati nella TV via cavo e sono costretti a passare senza interruzione dai programmi per bambini, alle soap opera, ai talk show, ai quiz, ai reality show, alle situation comedy, ai cartoni animati, ai film ed alle serie televisive. Fortunatamente per loro Wade trova il modo di riportarli nella realtà.

### Ritardata consegna/Uno scarafaggio per amico
- Titolo originale: Overdue, Roachie
- Regia: Steve Loter
- Sceneggiatura: Jim Peterson, Brian Swenlin
- Trama:

Ritardata consegna: Kim viene punita bruscamente dalla bibliotecaria della scuola per non aver riconsegnato in libro nei tempi previsti e costretta a lavorare nell'archivio a fine lezioni. Nel frattempo Ron ricorda di aver preso lui il libro per il quale Kim è stata maledettamente punita e di averlo perso da qualche parte; passa dunque a setaccio le basi segrete del Dottor Drakken, del Professor Dementor, di Duff Killigan e di Lord Monkey Fist al fine di trovarlo e scagionare l'amica. Ironicamente infine scopre di averlo sempre avuto con sé nello zaino.
Uno scarafaggio per amico: Kim e Ron si trovano alle prese con uno scienziato pazzo intenzionato a dominare il mondo attraverso un esercito di scarafaggi giganti. Nonostante la sua fobia per gli insetti, Ron scopre di non nutrire timore per essi qualora abbiano dimensioni gigantesche e, dopo aver fatto amicizia con uno di loro, convince i bagarozzi a ribellarsi al loro padrone.
- Note: È il quarto doppio episodio della serie.

### Ron il temporeggiatore
- Titolo originale: Rappin' Drakken
- Regia: Steve Loter
- Sceneggiatura: Mark McCorkle, Bob Schooley
- Trama: Drakken inventa uno shampoo capace di controllare mentalmente chiunque ne faccia uso e lo distribuisce nazionalmente. Il prodotto è tuttavia un fiasco e al fine di pubblicizzarlo lo scienziato pazzo decide, ispirato dalla passione di Shego per l'hip-hop, di partecipare ad uno spettacolo televisivo e lanciare una canzone rap dedicata al suo shampoo. Nel tentativo di fermarlo anche Kim e Ron partecipano alla trasmissione, tuttavia solamente il ragazzo riesce ad esibirsi poiché l'amica viene impegnata da una battaglia con Shego. La canzone di Drakken è un successo globale, ma nonostante ciò il suo shampoo viene tolto dal commercio e lo scienziato viene arrestato alla fine dell'episodio.

### Monkey Fist e il gorilla
- Titolo originale: Gorilla Fist
- Regia: Steve Loter
- Sceneggiatura: Mark McCorkle, Bob Schooley
- Trama: Ron viene contattato da Yori. preoccupata per la misteriosa sparizione del Maestro Sensei, per la quale sospetta Lord Monkey Fist. I due viaggiano per mezzo mondo in cerca del criminale, inseguiti da una Kim gelosa e sospettosa. Ron deve infatti tenere l'amica all'oscuro dell'operazione per mantenere la promessa di segretezza fatta alla scuola ninja Yamanouchi; nel momento in cui Kim li raggiunge però egli vuota il sacco su consenso di Yori ed insieme trovano Monkey Fist, il quale tuttavia non sa nulla della sparizione di Sensei e si rivela essere latitante in quanto inseguito da DNAmy che, innamoratasi di lui, ha rapito il vecchio saggio al fine di spingere il Team Possible a cercare Mnkey Fist per lei. Raggiunto il suo scopo la genetista lascia fuggire i protagonisti ed il suo prigioniero tenendo Monkey Fist con lei contro la sua volontà.

### Team Impossible
- Titolo originale: Team Impossible
- Regia: Steve Loter
- Sceneggiatura: John Behnke, Rob Humphrey
- Trama: Kim e Ron vengono esortati dal Team Impossible a smettere la loro attività poiché preoccupati per i loro guadagni. Al rifiuto dei due ragazzi scoppia una faida tra i gruppi di eroi, in cui il Team Impossible sabota i contatti col mondo di Kim, impedendole di interagire coi suoi accompagnatori e friggendo la rete di computer di Wade. Kim, Ron, Rufus e Wade (Presente in prima persona per la prima volta dall'inizio della serie) affrontano quindi i tre membri del Team Possible e, con la forza li convincono a diventare non lucrativi, porre fine alla loro faida e unirsi alla Giustizia Globale.

### Ciack si gira
- Titolo originale: And the Mole Rat Will Be CGI
- Regia: Steve Loter
- Sceneggiatura: Mark Drop
- Trama: Dopo aver fermato un tentativo di furto da parte di Señor Senior Jr. Kim e Ron vengono notati da un produttore/regista hollywoodiano che decide di fare un film su di loro interpretato dai due attori idoli delle folle Heather e Quinn. Junior, irritato dal fatto di non essere stato a sua volta notato dal regista cerca di convincerlo ad assegnargli la parte dell'antagonista, al rifiuto dell'uomo egli assale il set durante le riprese finendo con l'essere arrestato da Kim e Ron. Alla fine tuttavia il regista cambia idea e decide di non realizzare il film in quanto non ispirato.

### Kim Possible - La sfida finale
- Titolo originale: So the Drama
- Regia: Steve Loter
- Sceneggiatura: Mark McCorkle, Bob Schooley
- Trama:

- Note: Sebbene progettato come finale della terza stagione negli Stati Uniti è stato trasmesso dopo il sesto episodio.

## Quarta stagione

### La tuta da combattimento
- Titolo originale: III Suited
- Regia: Steve Loter
- Sceneggiatura: Brian Swenlin
- Trama: Incomincia l'ultimo anno di liceo e Kim e Ron sono ufficialmente una coppia. Quando però Bonnie afferma la sua disapprovazione per il loro legame, affermando che le cheerleader dovrebbero uscire solo con gli sportivi, il ragazzo incomincia a farsi innumerevoli paranoie ed a considerarsi inadatto alla compagna; motivo per il quale prende in prestito di nascosto la tuta da combattimento di lei al fine di sostenere i provini per entrare nella squadra di football come quarterback ottenendo un gran successo. Sfortunatamente il Professor Dementor, ossessionato dall'appropriarsi della tuta della nemica inventa un dispositivo per controllarla e, una volta scoperto la locazione della tuta, manovra dunque Ron contro Kim, la quale chiarisce al ragazzo di essere innamorata di lui per quello che è. Quando è Dementor a indossare la tuta, Ron lancia Rufus sul dispositivo di controllo ribaltando la situazione. Ad ogni modo Ron, anche senza la tuta riesce a rimanere in squadra e diviene il nuovo Running back della squadra (grazie alla sua abilità nello scappare).

### Una macchina per Kim
- Titolo originale: Car Allarm
- Regia: Steve Loter
- Sceneggiatura: John Behnke, Rob Humphrey
- Trama: Kim decide, dopo aver subito l'ennesima provocazione di Bonnie di comprarsi una macchina. A causa dei prezzi troppo elevati però, finisce per ripiegare sul vecchio modello usato dal padre, il quale viene revisionato dai gemelli che però le impongono di far loro da autista. Nel frattempo Motor Ed fa evadere Shego di prigione (lasciandoci Drakken) e l'arruola per il suo nuovo piano, che si rivela essere semplicemente una corsa sfrenata per le strade di Middleton in compagnia di una bella donna (scopo a cui gli occorreva Shego). Quando il nuovo mezzo di Motor Ed finisce fuori controllo tocca a Kim intervenire con la sua nuova auto, che si rivelerà accessoriata adeguatamente per affrontare la situazione.
- Note: Negli Stati Uniti è stato trasmesso come quinto episodio.

### Cambio d'identità
- Titolo originale: Trading Faces
- Regia: Steve Loter
- Sceneggiatura: Kim Duran
- Trama: Kim e Ron investigano su una serie di crimini commessi da star di fama globale, che tuttavia presentano tutte un alibi per il momento del furto. Nel frattempo i gemelli passano di grado dalle medie fino al liceo a causa della loro intelligenza fuori dalla media, e finiscono dunque per frequentare la stessa classe di Kim. Questa ha paura che i due fratelli la mettano in imbarazzo trovandosi inoltre addosso la responsabile del loro passaggio di classe che si accerti che vadano d'accordo. Con il loro aiuto tuttavia la ragazza risolverà il mistero dei furti: la vera colpevole è l'ereditiera Camille Leon, diseredata a causa dei suoi eccessi e dotata di abilità mutaforma a causa di un esperimento di chirurgia plastica sperimentale.

### Cercasi lavoro
- Titolo originale: The Big Job
- Regia: Steve Loter
- Sceneggiatura: Kurt Weldon
- Trama: Stanchi di adoperare sempre dei buoni pasto per cenare fuori nei loro appuntamenti, Kim e Ron decidono di trovarsi un lavoro. Ma mentre l'intraprendente ragazza riesce senza problemi a trovare un posto da commessa al Club Banana, Ron ne cambia una mezza dozzina nel giro di pochi giorni. Nel frattempo Señor Senior Jr. fa evadere Shego di prigione (lasciandoci Drakken) e l'arruola per il suo nuovo piano, commettere il crimine perfetto in onore del compleanno del padre. L'accoppiata riesce a inscenare il rapimento dei cinque uomini più ricchi del mondo, in realtà ospiti di Senior Sr., e chiedere un riscatto. Ad ogni modo Kim e Ron intervengono e riescono a salvarli ed allora Marty Smart, proprietario dello Smarty Mart nonché uno dei cinque rapiti, offre a Ron un lavoro di impiegato per sdebitarsi.
- Note: Negli Stati Uniti è stato trasmesso come secondo episodio.

### Football e alieni
- Titolo originale: Mad Dogs and Aliens
- Regia: Steve Loter
- Sceneggiatura: Brian Swenlin
- Trama: Drakken viene finalmente fatto evadere di prigione dall'aliena Warmonga, che avendo rintracciato il video della canzone Rap da lui prodotta (trasmessa in tutta la galassia) lo scambia per il leggendario condottiero denominato Grande Blu, destinato a dominare l'universo guidando la sua specie. Nel frattempo Ron si ritira come mascotte in quanto ora è un giocatore della squadra di football ed il suo posto viene preso da i gemelli, sebbene all'inizio fosse geloso Kim lo aiuta a risollevarsi ed accettare la cosa. Nel frattempo Warmonga prende il posto di Shego al fianco di Drakken e riesce a sconfiggere sia Kim che la donna, la quale, fuori di sé dalla gelosia, inscena allora uno stratagemma per convincere Warmonga che Drakken non è il Grande Blu, causando il tradimento dell'aliena ed il suo ritorno nello spazio, e potendo così riottenere il suo posto di assistente dello scienziato.
- Note: Negli Stati Uniti è stato trasmesso come sesto episodio.

### Megaproporzionami
- Titolo originale: Grande Size Me
- Regia: Steve Loter
- Sceneggiatura: Kurt Weldon
- Trama: Ron si intestardisce sul dimostrare che il cibo di Bueno Nacho non è dannoso per la salute e per farlo decide di mangiare solamente li e farsi riprendere da Rufus. Nonostante il disappunto di Kim, Monique e Wade egli continua la sua crociata ed ingrassa vistosamente (perfino gli antagonisti lo rimproverano di curare di più la sua salute). Durante una missione tuttavia il ragazzo viene esposto ad una sostanza che ne altera il DNA, trasformandolo in un mostro gigantesco dalla pelle arancione e l'appetito insaziabile. Kim e i gemelli trovano tuttavia il modo di invertire la mutazione.
- Note: Negli Stati Uniti è stato trasmesso come settimo episodio.

### Vittima della moda
- Titolo originale: Fatshion Victim
- Regia: Steve Loter
- Sceneggiatura: Kim Duran
- Trama: Kim viene accusata del furto degli schizzi dei nuovi modelli autunno-inverno del Club Banana, al fine di dimostrare la sua innocenza la ragazza indagherà fino a scoprire che i veri colpevoli sono un gruppo di criminali trafficanti di abiti contraffatti alleati con Camille Leon, che per svolgere il furto ha assunto le sembianze di Kim. Monique decide di aiutare l'amica che inizialmente era preoccupata che si potesse fare male. Nel frattempo Ron rimane bloccato in una cassa da spedizione dello Smarty Mart insieme a Mr. Barkin (dopo aver scoperto che il preside che lavora part-time nel negozio), invidioso del fatto che il ragazzo stesse facendo meglio di lui.
- Note: Negli Stati Uniti è stato trasmesso come decimo episodio.

### Effetto cupido
- Titolo originale: The Cupid Effect
- Regia: Steve Loter
- Sceneggiatura: Charleen Easton
- Trama: Il Giorno di San Valentino Wade si innamora di Monique e per farsi contraccambiare inventa un raggio dell'amore seguendo un involontario consiglio di Ron, cupido improvvisato della situazione (che festeggia il suo primo Valentino con Kim). Quando il ragazzo comprende del suo errore e decide di non servirsi più di tale strumento tuttavia i Senior se ne appropriano al fine di controllare il mondo femminile tramite un concerto tenuto da Junior; i loro piani vengono tuttavia sventati dal ragazzo stesso che in seguito si chiarirà con Monique decidendo di restare solo semplici amici.
- Note: Negli Stati Uniti è stato trasmesso come quarto episodio.

### Grande fardello
- Titolo originale: Big Brother
- Regia: Steve Loter
- Sceneggiatura: Greg Weisman
- Trama: La famiglia di Ron decide di adottare una bambina giapponese di nome Hana; sebbene inizialmente sia restio ad interagire con la neo-acquisita sorella minore, il supporto di Kim lo aiuta a superare il problema. Nel frattempo il Team Possible deve impedire a Lord Monkey Fist il ritrovamento di una misteriosa arma mistica aiutando Yori (che non ha alcun problema ad accettare il fatto che ora Kim e Ron stiano insieme). Alla fine si scopra che la bimba è stata mandata da Sensei ed è dotata di una grande forza con la quale aiuta il neo-fratello a battere Monkey Fist e salvare le due ragazze.

### Vestiti clonati
- Titolo originale: Clothes Minded
- Regia: Steve Loter
- Sceneggiatura: Kim Duran, Stephanie Phillips
- Trama: Durante una battaglia con Shego il completo da missione di Kim finisce distrutto in mille pezzi; quando la ragazza tenta di ricomprarlo al Club Banana tuttavia scopre che tali capi sono stati messi fuori produzione e perciò è costretta a procurarsi una nuova tuta provandone diversi tipi con esiti disastrosi in missione. Nel frattempo Drakken mette in moto un nuovo progetto di dominazione globale volto a creare una nuova Pangea utilizzando come sede un'università fittizia per poter essere finanziato dal governo. Kim, con la nuova divisa da missione realizzata da Monique e Rufus, riuscirà a scongiurare nuovamente i piani dello scienziato e salvare Ron. Inoltre sia lei che il ragazzo devono cominciare a pensare all'ammissione all'università decidendo dove vogliono andare.
- Note: Negli Stati Uniti è stato trasmesso come ottavo episodio.

### Il calcolo delle probabilità
- Titolo originale: Odds Man In
- Regia: Steve Loter
- Sceneggiatura: Denise Moss
- Trama: Ron ispirato dalla professione paterna di attuario incomincia a fare dei calcoli sulle possibilità di sopravvivenza che lui e Kim avrebbero in missione; nonostante la ragazza risulti non correre rischi per Ron la possibilità di sopravvivenza si rivela decisamente bassa. Al punto da renderlo paranoico e spaventato di tutto tanto da chiudersi in una camera da panico. Nel frattempo Drakken e Shego con l'aiuto di un consulente specifico (Henk Perkins, apparso ne Il giorno dei malati) aprono un'industria di pasticcini che in breve diviene una multinazionale (il piano originale era quella di creare una macchina che cambiasse le condizioni climatiche, ma lo scienziato si fa prendere dal business) e per puro caso riescono a catturare Kim e Wade grazie anche alla migliore collaborazione tra gli sgherri di Drakken; dunque spetta a Ron il compito di affrontare le sue paure e risolvere la situazione.

### Matemastolto
- Titolo originale: Mathter and Fervent
- Regia: Steve Loter
- Sceneggiatura: Jim Peronto
- Trama: A scuola viene assegnato un tema sul proprio eroe personale e Ron si trova privo di un soggetto su cui scriverlo non considerando suo padre un eroe nonostante questi tenti di esserlo. Nel frattempo un nemico del Team Go ossessionato dalla matematica tormenta il ragazzo con tutti i mezzi possibili (dopo essere stato sconfitto per colpa sua). Quando lo trasforma in antimateria grazie a un'equazione (facendo in modo che il ragazzo non possa più toccare nulla senza distruggerla tanto da dover essere chiuso in una bolla), Ron è costretto ad affrontarlo nella sua base assieme a Kim, Hego e suo padre che lo sconfiggerà e lo metterà in fuga, salvando il figlio e dandogli la prova che anche una persona comune può essere un vero eroe.
- Note: Negli Stati Uniti è stato trasmesso come quattordicesimo episodio.

### L'invertitore di polarità
- Titolo originale: Stop Team Go
- Regia: Steve Loter
- Sceneggiatura: Kurt Weldon
- Trama: Elecronique, vecchia nemica del Team Go, attira il gruppo di supereroi in una trappola e ne inverte le onde cerebrali allo scopo di renderli suoi scagnozzi malvagi; tuttavia tra di essi è presente anche Shego che a causa del raggio si trova dotata di una personalità mite, dolce ed ingenua e dunque, divenuta pressoché inoffensiva fugge a Middleton dove chiede aiuto a Kim e Ron. Nonostante lo scetticismo, la rivale la ospita a casa sua ed in breve le due divengono come sorelle; inoltre Shego si rifà una vita come insegnante del liceo di Middleton sotto lo pseudonimo di Miss Go ed inizia una relazione con Barkin. Quando i fratelli iniziano ad imperversare per Go City tuttavia essa riassume il manto di eroina per aiutare Kim e Ron a riportare i fratelli sulla giusta carreggiata. Raggiunto il risultato (dopo una serie di cambiamenti che per un po' fanno anche ritornare Ron cattivo) ed arrestata Electronique tuttavia Ron per errore colpisce Miss Go con il raggio una seconda volta ritrasformandola in Shego. Tornata ad essere quella di sempre la donna torna da Drakken (che nel corso dell'episodio non riusciva ad aprire un barattolo di cetriolini avendo bisogno dell'aiuto della donna) e dà fuoco alle foto scattate assieme a Kim, prova dell'amicizia instauratasi brevemente tra le due.
- Note: Negli Stati Uniti è stato trasmesso come dodicesimo episodio.

### Inseguendo Rufus/Crimini infantili
- Titolo originale: Chasing Rufus, Nursery Crimes
- Regia: Steve Loter
- Sceneggiatura: Kim Duran, Charlotte Fullerton, Kurt Weldon
- Trama:

Inseguendo Rufus: Per errore Ron e Camille Leon a seguito di uno scontro si dimenticano dei loro amati animali domestici; Rufus e Debutante. I due per tornare dai proprietari affronteranno varie peripezie e svilupperanno un rapporto parecchio intimo.
Crimini Infantili: Kim e Ron si trovano a dover affrontare Tata Nane, una tata psicopatica decisa a conquistare il mondo trasformando gli adulti in bambini superpotenziati.
- Note: È il quinto ed ultimo doppio episodio della serie, oltre ad essere originariamente stato trasmesso come diciannovesimo.

### Capitan Drakken
- Titolo originale: Cap'n Drakken
- Regia: Steve Loter
- Sceneggiatura: Kim Duran
- Trama: Il preside Barkin cambia la destinazione della gita scolastica all'ultimo momento costringendo l'intera classe a soggiornare ad un campeggio di ricostruzione storica privo di qualsiasi tecnologia e gestito da su padre Franklin Barkin. Nel frattempo Drakken viene posseduto dallo spirito di un pirata dopo aver inavvertitamente aperto un forziere rinvenuto sul fondo del mare ed attacca il suddetto villaggio; tocca dunque a Kim e Ron affrontare il criminale senza disporre di mezzi moderni.
- Note: Negli Stati Uniti è stato trasmesso come tredicesimo episodio.

### Il telecomando estremo
- Titolo originale: The Mentor of our Discontent
- Regia: Steve Loter
- Sceneggiatura: Henry Gilroy
- Trama: Lucro Parsimonia viene fatto uscire di prigione e raggiunge quello che fu suo compagno di cella: Drakken, che desidera come suo precettore nell'arte del crimine. I due assieme riescono a rubare il Telecomando Estremo, meccanismo con cui è possibile controllare ogni macchinario esistente, e prendono il controllo dei robot magazzinieri dello Smarty Mart. Kim, Ron, Barkin, Marty Smart e suo figlio (che il padre aveva affidato a Ron sperando che potesse dargli l'esempio e farlo diventare meno ribelle) si trovano dunque sotto assedio all'interno del grande magazzino. Fortunatamente riescono a distruggere il telecomando grazie a Rufus e a catturare i due criminali.
- Note: Negli Stati Uniti è stato trasmesso come quattordicesimo episodio.

### Yono il distruttore
- Titolo originale: Oh No! Yono!
- Regia: Steve Loter
- Sceneggiatura: Brian Swenlin
- Trama: Lord Monkey Fist, al fine di recuperare l'arma mistica cercata in precedenza risveglia Yono il distruttore, un essere sovrannaturale con cui stringe un'alleanza ed attacca la scuola Yamanouchi, dove si trovano riuniti Kim, Ron, Sensei, Yori e la piccola Hana, che si rivela essere l'arma ninja agognata dall'uomo scimmia. Ron si sente inadatto a dover "addestrare" la sorellina dato che a malapena le ha insegnato a camminare e muovere le pagine. Dopo una strenua lotta tuttavia Monkey Fist viene sconfitto proprio grazie alle cose che Hana ha imparato dal fratello e, per via del patto stipulato con Yono che si dichiara sconfitto, viene mutato in pietra come punizione del fallimento e posto sulla sommità del tempio di Yono mentre Kim, il Sensei e Rufus (che erano stati pietrificati da Yono) tornano alla normalità.
- Note: Negli Stati Uniti è stato trasmesso come sedicesimo episodio.

### La memoria perduta
- Titolo originale: Clean Slate
- Regia: Steve Loter
- Sceneggiatura: Mark Palmer
- Trama: Durante un combattimento con Drakken e Shego, Kim viene accidentalmente colpita da un macchinario e perde completamente la memoria. La sua famiglia, i suoi amici e Ron tentano dunque di riparare al danno facendole recuperare pian-piano i suoi ricordi. Grazie al loro aiuto la ragazza riesce un po' alla volta a ricordare tutto salvo della sua relazione con Ron. Approfittando del vuoto di memoria della ragazza, Drakken mette in moto un piano per prendere il controllo dei militari statunitensi, ma sventati i progetti del criminale, Kim, attacca Drakken e Shego,sconfiggendoli e recupererà anche i ricordi riguardo a Ron e gli confesserà di amarlo, portando la loro relazione ad un nuovo livello.
- Note: Negli Stati Uniti è stato trasmesso come diciassettesimo episodio.

### Il re e la reginetta del liceo
- Titolo originale: Homecoming Upset
- Regia: Steve Loter
- Sceneggiatura: Michael A. Newton
- Trama: Quando Ron viene eletto re del liceo Middleton e Bonnie sua falsa reginetta (in realtà truccando i voti) Kim si ingelosisce dall'attrazione mostrata dalla nemica-rivale verso il suo ragazzo. A seguito di una discussione, quando becca Bonnie a baciare Ron di sorpresa, scopre il motivo degli atteggiamenti di Bonnie: Brick l'ha lasciata dopo essersi diplomato l'anno prima. Impietositasi Kim si offrirà di aiutarla a trovare un nuovo fidanzato e per farlo la porterà con sé a Venezia dove deve indagare sulla scomparsa di un esperto di computer; qui scoprirà che esso non è stato rapito, bensì assunto da Señor Senior Jr. al fine di trovare con il computer la sua donna ideale; compito che si rivelerà superfluo quando scatterà il colpo di fulmine tra lui e Bonnie. L'episodio termina con Kim e Ron al ballo che si riconciliano e Bonnie e Junior che si fidanzano.
- Note: Negli Stati Uniti è stato trasmesso come diciottesimo episodio.

### Il compleanno del cugino Larry
- Titolo originale: Larry's Birthday
- Regia: Steve Loter
- Sceneggiatura: Kurt Weldon
- Trama: Il giorno del compleanno di Larry, Kim viene incaricata di tenerlo lontano da casa finché la sua festa a sorpresa non è pronta. Una distrazione della ragazza provoca però il rapimento del cugino da parte del Professor Dementor (che in realtà aveva incaricato il suo incompetente cognato di rapire Ron); che si serve di lui per impossessarsi della tuta da combattimento di Kim. Larry, trattando la realtà come un gioco di ruolo fa credere al criminale di essere dalla sua parte e cattura la sua famiglia, sua cugina e Ron; unicamente per rivelare alla fine di aver fatto il doppio gioco, essersi impossessato della tuta ed averlo manipolato. Dementor viene quindi consegnato alle autorità assieme ai suoi alleati da Larry a cui Kim e Ron spiegano che dovrebbe pensare anche al mondo reale.

### La cerimonia del diploma
- Titolo originale: Graduation part 1 & 2
- Regia: Steve Loter
- Sceneggiatura: Thomas Hart, Brian Swenlin
- Trama: